# Anapta fallax
Anapta fallax is een zeekomkommer uit de familie Synaptidae.
De wetenschappelijke naam van de soort werd in 1889 gepubliceerd door Kurt Lampert. Lampert beschreef de soort aan de hand van twee exemplaren die de Zwitserse zoöloog Theophil Studer tijdens de expeditie met het Duitse onderzoeksschip SMS Gazelle (1874-1876) verzamelde in de zuidelijke Atlantische Oceaan ter hoogte van Argentinië (47° 1' S, 63° 29' W) op een diepte van 63 vadem.